# 吉元悠
吉元 悠（よしもと ゆう、1982年11月10日 - ）は、日本のバスケットボール選手である。ストリートボールにおいてはY2（わいわい）のニックネームで知られる。2011-12シーズンの1シーズン、bjリーグの秋田ノーザンハピネッツに所属した。
秋田県男鹿市出身。男鹿南中、男鹿工業高校、玉川大学卒。卒業後も東京に留まり会社員として働くと共に、クラブチームのエクセレンスに所属。またストリートボールの『LEGEND』、『SOMECITY・Team-S』、『HOOPERS』などに参加。2010年と2011年にはストリートボールのイベント『STREET2ELITE』に日本代表の一員として出場し、アメリカ代表チームと対戦した。
2011年、出身地である秋田のプロバスケットボールチーム、秋田ノーザンハピネッツのヘッドコーチに、同じ男鹿市出身の中村和雄が就任すると、吉元は中村に直談判し帰郷、ハピネッツの練習生となる。同年11月に選手契約を結び、ストリートボールで培われたボールハンドリング技術などを期待されたが、出場試合7試合、総出場時間6分と出場機会を得ることができず、シーズン終了とともに契約満了となり引退した。その後はSOMECITY・Team-Sに復帰するとともに、秋田ノーザンハピネッツのフロントスタッフに転身した。

## 人物像
実家は、吉元食品という豆腐屋である。

## 参考資料
1. 1 2 3 4 5  『選手契約締結のお知らせ』（プレスリリース）秋田ノーザンハピネッツ、2011年11月24日。2013年1月15日閲覧。
2. 1 2  “秋田ヲ叫べ★ノーザンハピネッツ”.  秋田放送 (2012年4月24日). 2016年3月4日時点のオリジナルよりアーカイブ。2013年1月15日閲覧。
3. 1 2 3 4  「乗り越えて」現役退いても“戦力”未練捨てチーム支える - 『秋田魁新報』2013年1月11日。
4. ↑  “Y2”.   HOOPERS. 2013年1月15日閲覧。
5. ↑  “AND1 Presents STREET2ELITE プレイヤー”.   AND1 (2010年9月16日). 2010年9月26日時点のオリジナルよりアーカイブ。2013年1月15日閲覧。
6. ↑  『練習生受け入れのお知らせ』（プレスリリース）秋田ノーザンハピネッツ、2011年8月22日。2013年1月15日閲覧。
7. ↑  “今宵1DAYトーナメント"DA BASH"開催。bj秋田のY2が復帰”.   クラッチタイム (2012年6月6日). 2013年1月15日閲覧。